# Allison Miller
Allison Miller (Rome, 2 september 1985) is een Italiaans-Amerikaanse actrice.

## Privé
Miller trouwde in april 2014 met acteur Adam Nee.